# Петриковський район
Петриковський район (біл. Петрыкаўскі раен) — адміністративна одиниця на заході Гомельської області.
Районний центр — місто Петриков.

## Географія
Площа району становить 2820 км² (3-тє місце в області). Район межує із Житковицьким, Любанським, Лельчицьким, Октябрським, Калинковицьким, Мозирським районами тієї ж області.
Петриковський район розташований у західній частині Гомельської області в межах Прип'ятського Полісся на висоті 136 м над рівнем моря. 
Під лісом зайнято 56% земель. Усього налічується близько ста видів березових, хвойних і дубових порід. Протяжність району з півночі на південь 62 км, із заходу на схід — 65 км.
На території району розташовано 126 населених пунктів. Адміністративно, крім міста, вона розділена на Копаткевицьку селищну і 16 сільських рад: Бабуницьку, Голубицьку, Грабовську, Комаровицьку, Копцевицьку, Колковську, Конковицьку, Лучицьку, Лясковицьку, Муляровську, Мишанську, Новоселковську, Петриковську, Птичицьку, Снядинську, Челющевицьку.

### Рельєф
Поверхня території району рівна, заболочена, уздовж річок є піщані дюни й гряди. 95% території району перебуває на висоті 120—140 м над рівнем моря, 4% — понад 140 м.
Найвища точка району розташована на сході, біля села Челющевичі.
Найменша абсолютна висота (113 м) на південному сході району — це уріз річки Прип'ять у місці її злиття з річкою Птич.

### Клімат
У кліматичному відношенні територія району відноситься до Житковицько-Мозирського агрокліматичного району. Клімат помірно континентальний.

### Водна система
Основні річки — Прип'ять і її притоки Бобрик, Птич, Тремля й Уборть. Найбільше озеро — Дике (площа 69 га).

### Корисні копалини
На території району виявлено 99 родовищ торфу із загальними запасами 61,5 млн тонн, Петриковське родовище калійних і кам'яних солей, Бринівське родовище бурого вугілля, три родовища пісків із загальними запасами 6,28 млн м³, дев'ять родовищ глин і суглинків із загальними запасами 31,6 млн м³, одне джерело мінеральної води.

## Населення

### Чисельність
Населення району — 37,9 тис. осіб (11-е місце серед районів), у тому числі в міських умовах проживають 14,5 тис. осіб, у сільській місцевості — 23,4 тис. У 2004 році чисельність населення становила 39 тис. осіб.

### Національний склад
За національним складом населення поділяється на: білорусів — 92,8%, росіян — 4,3%, українців −1,6%, поляків — 0,3%, циган — 0,2%, євреїв — 0,01%.

## Історія
За переказом, Петриков був заснований в X столітті. Відповідно до здавна існуючої легенди, населений пункт одержав назву на честь його легендарного засновника ятвязького князя, що одержав при хрещенні ім'я Петро.
За історичними джерелами, Петриков відомий з 1523 року як містечко у Великому Князівстві Литовському. У цей час Петриков входив до складу Слуцького князівства й належав Олельковичам.
У першій половині XVI століття, відповідно до деяких документів, князь Юрій Олелькович побудував у Петрикові замок, що був зруйнований в 1534—1537 роках під час війни Великого князівства Литовського з Московською державою. В 1595—1596 роках Петриков двічі був захоплений загонами Северина Наливайка.
З XVII століття Петриков належав Ходкевичам, «графам на Мыше, Шклове, Ляховичах, Глуске, Чернобыле и Петрикове». 16 жовтня 1776 року Ходкевичі одержали від короля Польського й Великого князя Литовського Станіслава Августа Понятовського привілеї на проведення в Петрикові великих ярмарків два рази на рік: 20 липня на свято Святого Іллі за католицьким календарем й 1 жовтня на свято Покрова за православним календарем.
З 1793 року Петриков перебував у складі Російської імперії як містечко, центр волості Мозирського повіту Мінської губернії.
В 1812 році в Петрикові була поштова станція на поштовій дорозі Мозир — Давидгородок.

### Революційний період
1916 рік — територія Мозирського повіту стає тилом 3-їй російської армії, що тримала оборону проти німецьких військ під Барановичами й Пінськом.
Лютий-грудень 1916 року — територія окупована військами кайзерівської Німеччини.

### Радянський період
Із грудня 1917 року в Петрикові встановлена радянська влада, його доля пов'язана з історією Білоруської РСР у складі Союзу Радянських Соціалістичних Республік.
Березень-грудень 1918 року — окупація німецькими військами.
Із квітня по червень 1920 року — окупація військами білополяків. 4 квітня 1920 року вони почали на Поліссі генеральний наступ, щоб остаточно захопити Мозир і Калинковичі, і наступного дня захопили ці міста. Лінія фронту проходила тоді приблизно нинішньою межею Калинковицького й Петриковського районів. Польське командування перекинуло сюди найкращу, повністю укомплектовану 9-ю Поліську дивізію в складі 4-х піхотних полків, елітного кавалерійського полку «Татарська їзда» і 9-го артилерійського полку. Більше половини легіонерів становили професіонали-найманці з колишніх солдатів кайзерівської Німеччини, польських емігрантів зі США, Канади й Австралії. Ця грізна сила, що нараховувала 7 тис. багнетів, 1 400 шабель, 200 кулеметів і 20 гармат триразово (а за кіннотою — абсолютно) перевершувала виснажені багатомісячними боями й сильно поріділі полки радянської 139-й стрілецької бригади.
З 17 липня 1924 — містечко, центр Петриковського району Мозирської округи.
З 15 січня 1938 — Петрикову надано статус міста, центр Петриковського району Поліської області.

### Роки Другої Світової війни
У роки Німецько-радянської війни жителі Петриковського району непохитно боролися за волю й незалежність Батьківщини. У місті діяв підпільний райком КПБ, були створені 125-я Копаткевицька й 130-я Петриковська партизанські бригади. П'ятьом уродженцям району присвоєне звання Героя Радянського Союзу. Це Малишев Ф. А., Степук С. Е., Самбук І. Е., Липунов А. Я., Данилицький А. П., двом — Королеві Г. Я. і Мотузу В. І. — повних кавалерів орденів Слави. На петриковській землі знайшов молодший лейтенант Герой Радянського Союзу українець Микола Полікарпович Чалий.
30 червня 1944 року місто Петриков було звільнено від загарбників воїнами 55 Мозирської Червонопрапорної стрілецької дивізії 61-й армії Першого Білоруського фронту й моряками 20-й бригади річкових кораблів ордена Ушакова Дніпровської флотилії. У боях за звільнення міста загинуло більше 3 тисяч бійців, партизан, командирів. Їхні імена ввічнені в меморіальних дошках, назвах вулиць, пам'ятниках і обелісках, книзі «Пам'ять». У міському парку встановлений меморіал на честь воїнів-визволителів міста Петрикова. Відважним морякам Дніпровської флотилії — старшині В. Г. Канареєву й мічманові В. П. Чильникіну — присвоєні звання почесних громадян м. Петрикова.

### Післявоєнний період
8 січня 1954 Поліську область скасована, місто ввійшло до складу Мозирського району Гомельської області.
З 1962 року район у сучасних межах.

## Економіка
Під сільськогосподарськими вгіддями — 88 тис. га, 55% площі району зайнято лісами. З корисних копалин є калійна сіль, нафта, буре вугілля, торф, піски й глини.

## Визначні пам'ятки
Тут перебуває частина національного парку «Прип'ятський». Створені біологічні заказники, охороняються торфовище Глухі Мохи, Косище, Божилов Гуд, Палило і ін. пам'яткою природи республіканського значення є геологічне оголення Дорошевичі, у ряді лісництв охороняються дубрави.
У селі Кошевичі збереглася Успенська церква (1642).
У селі Лучиці в XIX ст. народився білоруський казкар Іван Аземша, від нього записано багато популярних казок.
Села Комаровичі — батьківщина фольклористки XIX ст. Емми Дмоховської, Новоселки — поета А. Дудара.